# Laguarta
Laguarta (aragonesisch A Guarta) ist ein spanischer Ort in der Provinz Huesca der Autonomen Gemeinschaft Aragonien. Laguarta, im Pyrenäenvorland liegend, gehört zur Gemeinde Sabiñánigo. Der Ort hatte im Jahr 2015 zwölf Einwohner.

## Geographie
Der Ort liegt etwa 43 Straßenkilometer südöstlich von Sabiñánigo und ist über die A1604 zu erreichen.

## Sehenswürdigkeiten

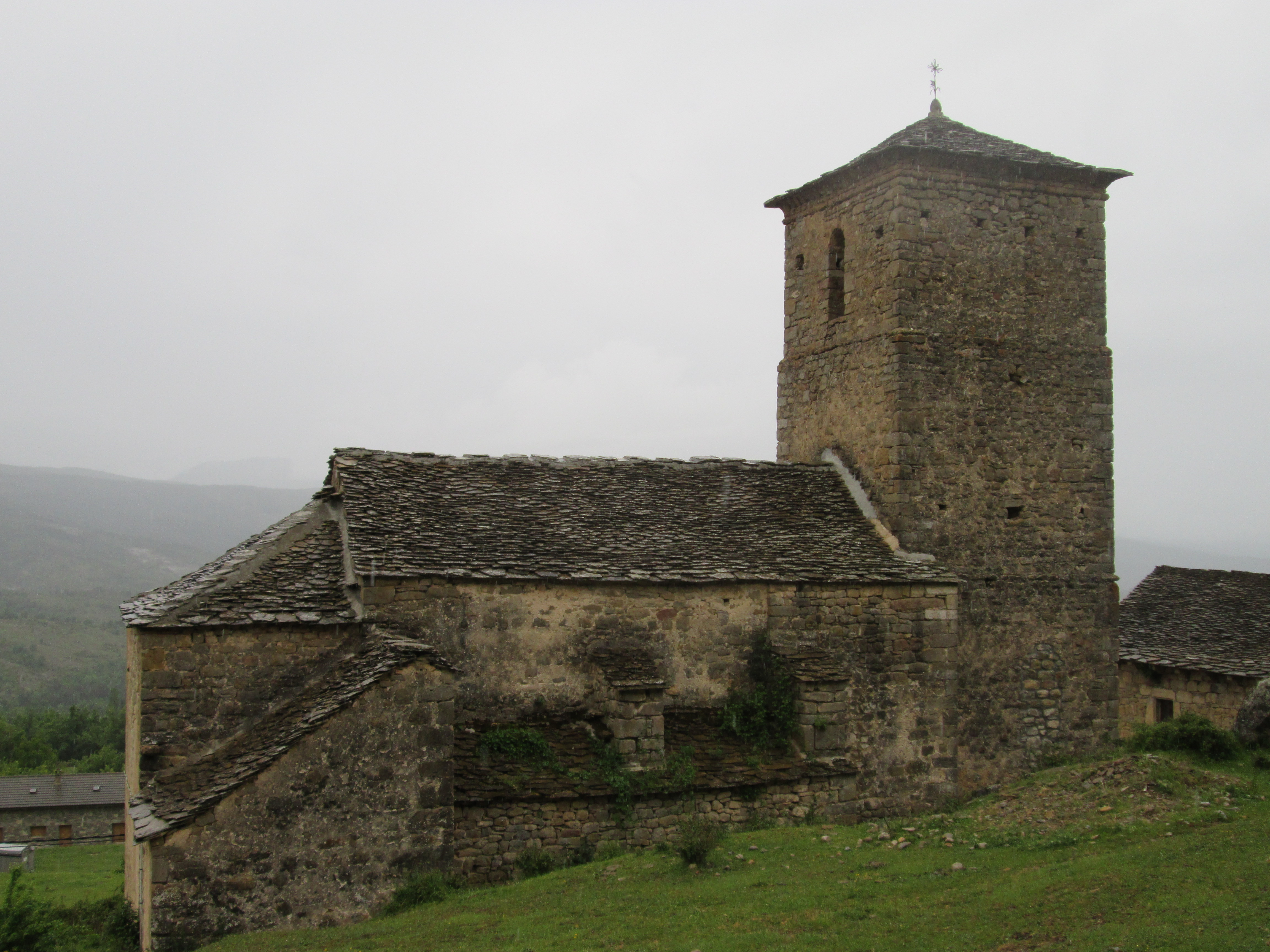
Kirche

- Pfarrkirche Transfiguración del Señor
- Palast El Señor de Villacampa, erbaut im 17. Jahrhundert